# Ternowe (hromada Wełykomychajliwka)
Ternowe (ukr. Тернове, wcześniej Nowopetriwśke, ukr. Новопетрівське) – wieś na Ukrainie, w obwodzie dniepropetrowskim, w rejonie synelnykiwskim. 
W 2001 liczyła 316 mieszkańców, w 2021 roku 228 (szacunek).